# جاك شي
جاك شي (بالإنجليزية: Jack Shea)‏ هو نقابي ومنتج أفلام ومخرج أمريكي، ولد في 1 أغسطس 1928 في نيويورك في الولايات المتحدة، وتوفي في 28 أبريل 2013 في طرزانا، لوس أنجلوس في الولايات المتحدة.

## وصلات خارجية
- جاك شي على موقع IMDb (الإنجليزية)
- جاك شي على موقع ألو سيني (الفرنسية)
- جاك شي على موقع أول موفي (الإنجليزية)
- جاك شي على موقع قاعدة بيانات الفيلم (الإنجليزية)
- جاك شي على موقع كينوبويسك (الروسية)